# إدوارد توماس دانييل
إدوارد توماس دانييل (6 يونيو 1804 – 24 سبتمبر 1842) فنان إنجليزيًا معروفًا برسوماته ولوحات المناظر الطبيعية التي رسمها خلال رحلة استكشافية إلى الشرق الأوسط ، بما في ذلك ليقيا ، وهي جزء من تركيا الحديثة. إرتبط بمدرسة نورويتش للرسامين ، وهي مجموعة من الفنانين المرتبطين بالموقع والعلاقات الشخصية والمهنية ، والذين استلهموا أساسًا من ريف نورفولك .
ولد في لندن لأبوين أثرياء ، ونشأ وتلقى تعليمه في نورويتش ، حيث درس الفن على يد جون كروم دوم وجوزيف ستانارد . بعد تخرجه في الكلاسيكيات في كلية باليول ، أكسفورد ، في عام 1828 ، رُسم كمنسق في بنهام عام 1832 ، وعُيِّن في قسم الكليات في كنيسة سانت مارك بلندن عام 1834. أصبح راعي الفنون ، وصديقًا مؤثرًا للفنان جون لينيل . في عام 1840 ، بعد استقالته من تعليمه وترك إنجلترا متوجهًا إلى الشرق الأوسط ، سافر إلى مصر وفلسطين وسوريا ، وانضم إلى رحلة المستكشف السير تشارلز فيلوز الأثرية في ليقيا كرسام. أصيب بالملاريا هناك وصل إلى أداليا المعروفة الآن باسم أنطاليا للتعافي ، لكنه توفي بعد عدوة ثانية للمرض.

## خلفية

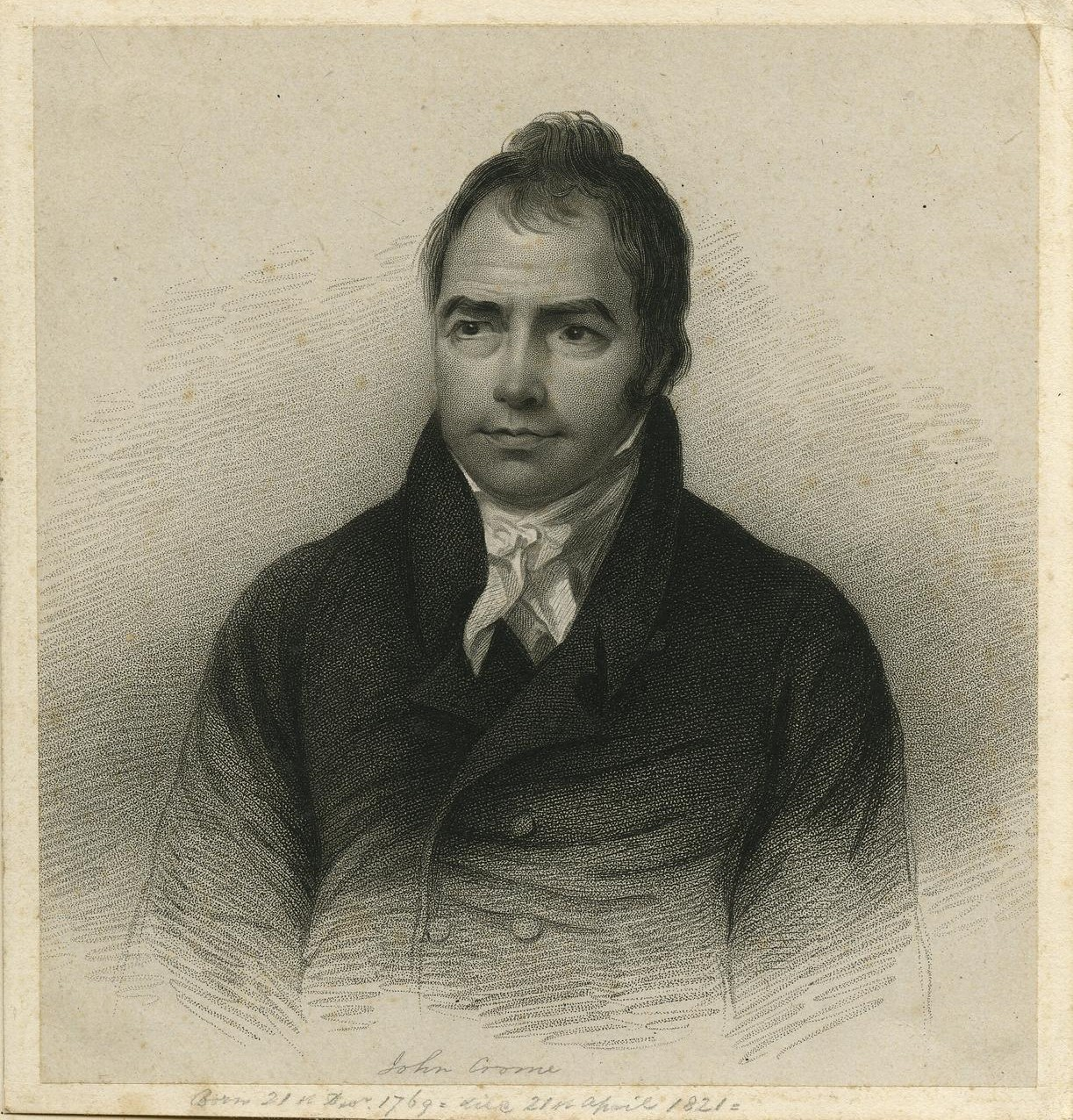
جون كروم ، الذي كان من بين تلاميذه إدوارد دانييل. كان كروم هو الروح القيادية لمدرسة نورويتش للرسامين.

كان إدوارد دانييل مرتبطًا بمدرسة نورويتش للرسامين ، وهي مدرسة إقليمية لرسامي المناظر الطبيعية الذين كانوا مرتبطين شخصيًا أو مهنيًا. على الرغم من أنها مستوحاة بشكل أساسي من ريف نورفولك ، فقد صور العديد أيضًا مناظر طبيعية أخرى ، ومشاهد ساحلية وحضرية. 
كان أهم فناني المدرسة جون كروم وجوزيف ستانارد وجورج فنسنت وروبرت لادبروك وجيمس ستارك وجون ثيرتل وجون سيل كوتمان ، إلى جانب أبناء كوتمان مايلز إدموند وجون جوزيف كوتمان . كانت المدرسة ظاهرة فريدة في تاريخ الفن البريطاني في القرن التاسع عشر:  كانت نورويتش أول مدينة إنجليزية خارج لندن تتمتع بالظروف المناسبة لإقامة حركة فنية إقليمية.   كان لديها فنانين محليين أكثر من أي مدينة أخرى مماثلة ،  وتم إخصاب ثقافاتها المسرحية والفنية والفلسفية والموسيقية بطريقة فريدة خارج العاصمة.  

## الحياة

### النشأة والتعليم
ولد إدوارد توماس دانييل في 6 يونيو 1804 في شارع شارلوت بوسط لندن ، ابن المدعي العام المتقاعد لدومينيكا ، وزوجته الثانية آن دروسير ، ابنة جون دروسير من رودهام جرانج ، نورفولك.   توفيت الزوجة الأولى للسير توماس ، التي أنجب منها ابن إيرل وابنة آن ، في لندن عام 1792. تزوجت ابنتهما من جون هولمز في نورفولك عام 1802 وتوفيت أثناء الولادة عام 1805.    كان شقيقها إيرل ضابطًا في التنين الثاني عشر بحلول عام 1806. 

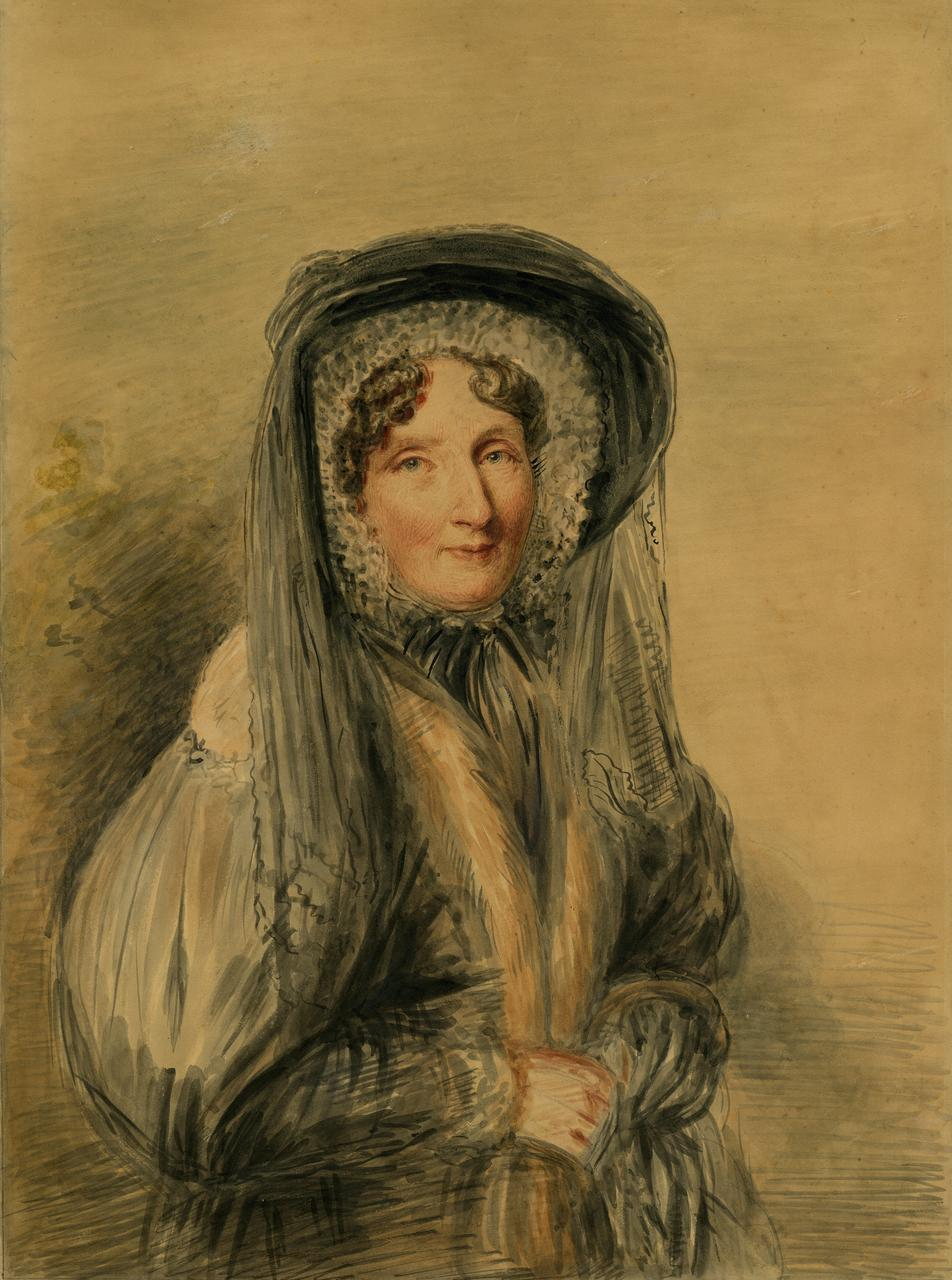
جون لينيل ، السيدة دانييل ، والدة الفنان إي تي دانييل (1835)

### مهنة الكنيسة

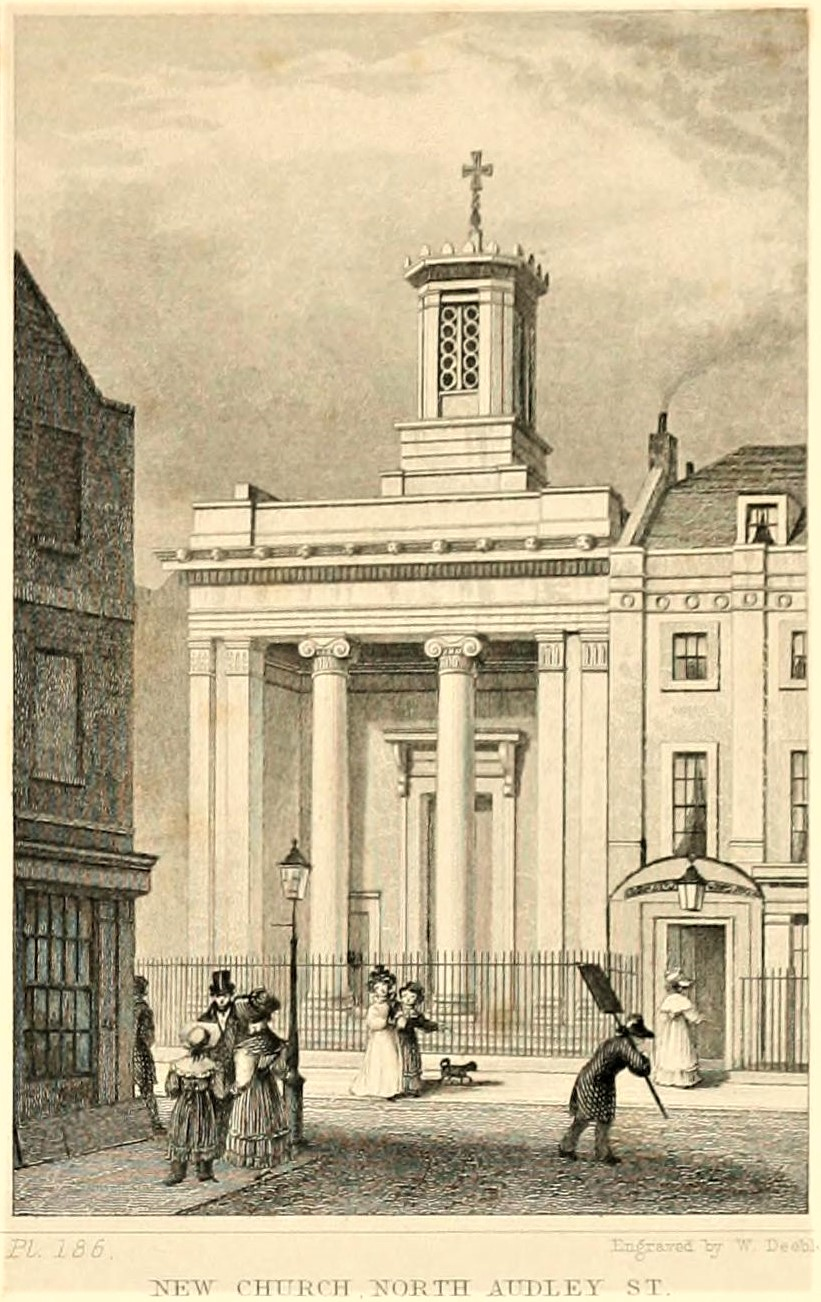
سانت مارك ، شمال شارع أودلي ، كما ظهر في ثلاثينيات القرن التاسع عشر

في 2 أكتوبر 1832 ، رُسِم دانييل في كاتدرائية نورويتش شماساً ، وبعد ثلاثة أيام حصل على ترخيص بصفته أميناً على كنيسة الرعية في بنهام ، وهو المنصب الذي شغله لمدة ثمانية عشر شهراً.  الرسائل إلى جون لينيل أنه بحاجة إلى زيادة دخله خلال هذه الفترة من حياته.  لا يُعرف سوى القليل عن حياته المهنية كقيم في نورفولك ، لكن سجلات بنهام ، التي تم الحفاظ عليها كلها ، تُظهر أنه عاش حياة نشطة في الرعية. واصل الرسم في ذلك الوقت ، وفي وجهة نظر ثيستلثويت أنتج «أجمل لوحاته وأكثرها تطورًا» في بانهام. 

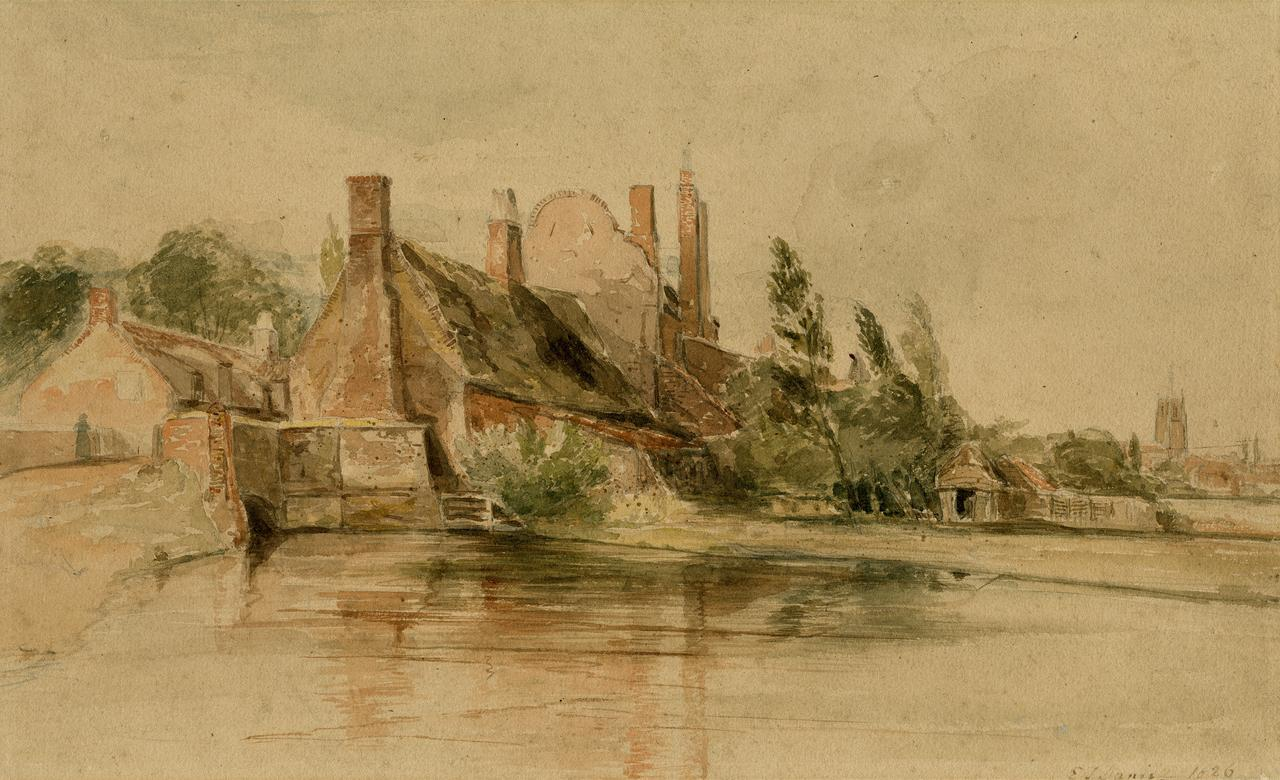
جسر برج بالقرب من أيلشام (1827) ، مجموعات متاحف نورفولك
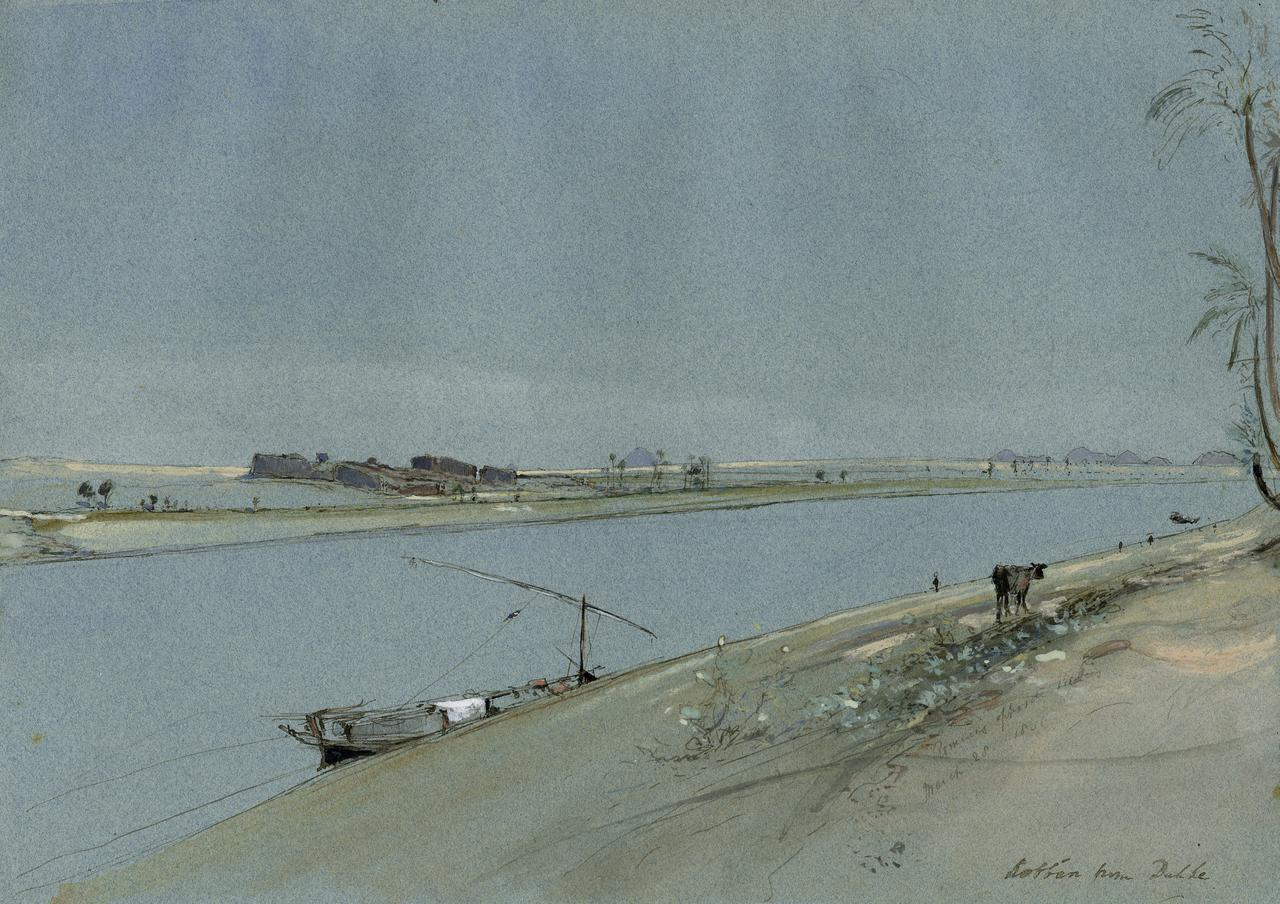
كوبان (1841) ، مجموعات متاحف نورفولك
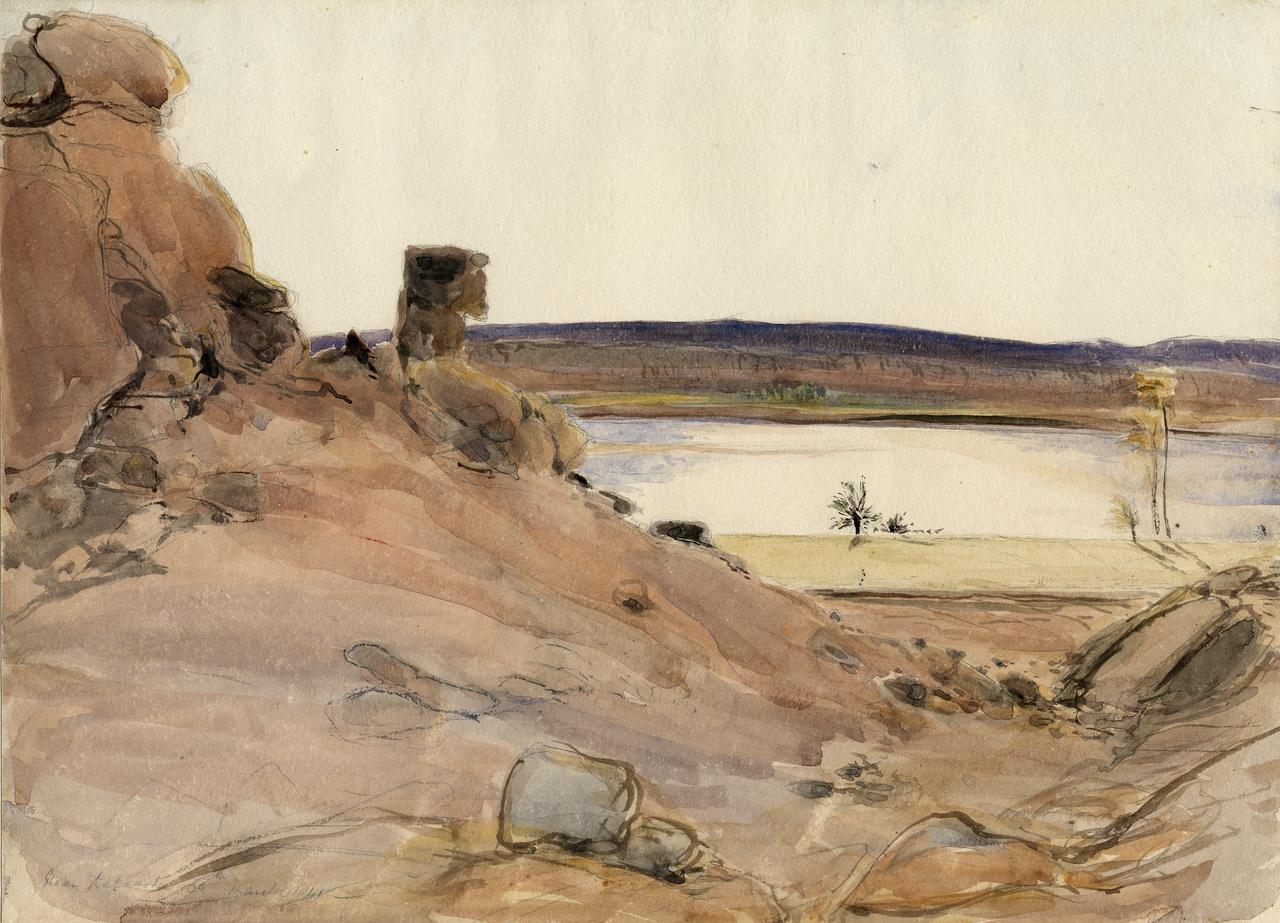
بالقرب من كلابشي 1841 ، مجموعات متاحف نورفولك
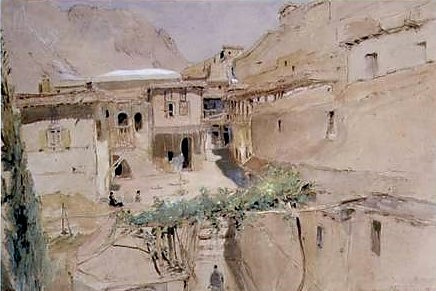
داخل الدير ، جبل سيناء (1841) ، مجموعات متاحف نورفولك
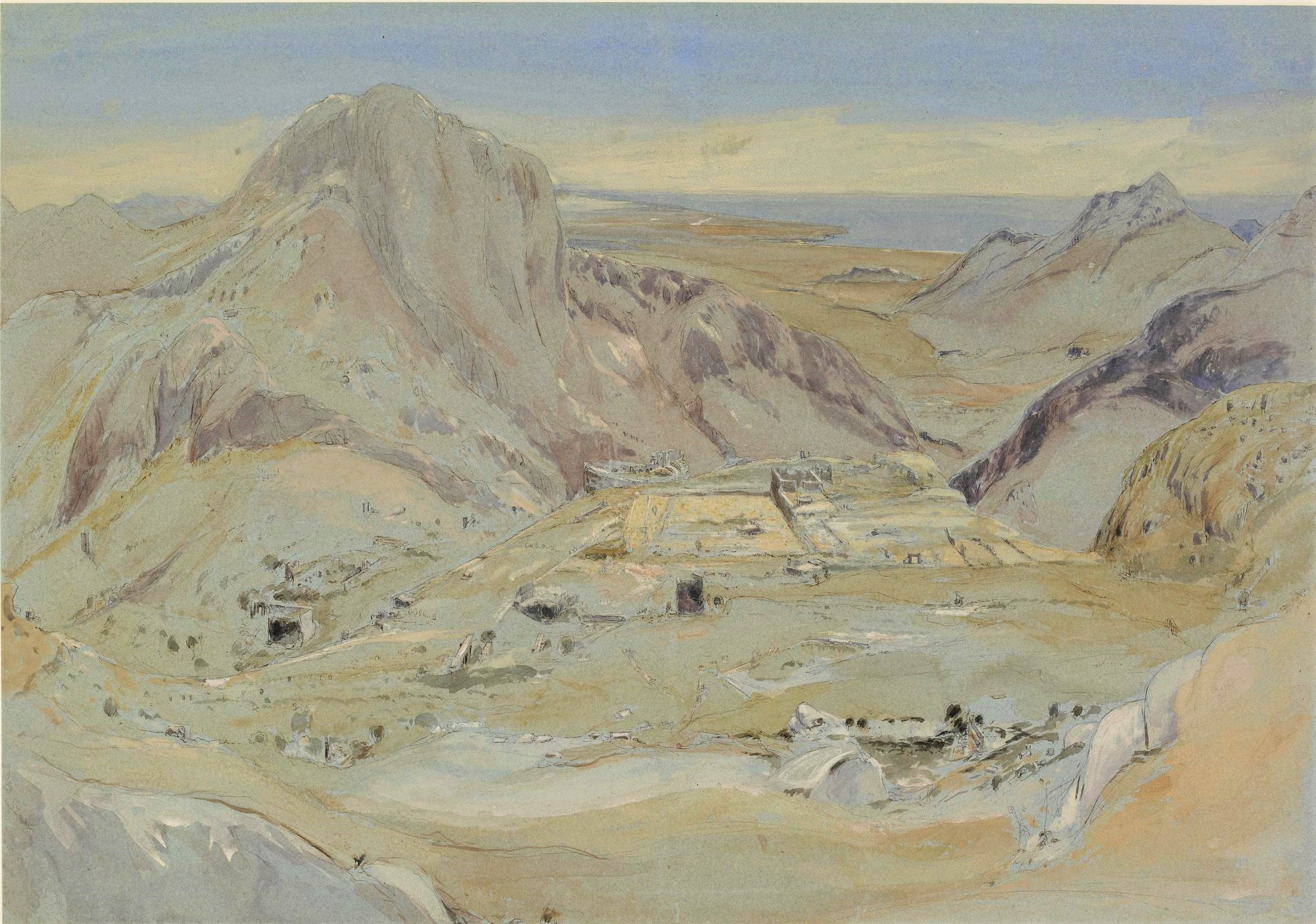
Termessus ، يبحث SE (1842) ، المتحف البريطاني
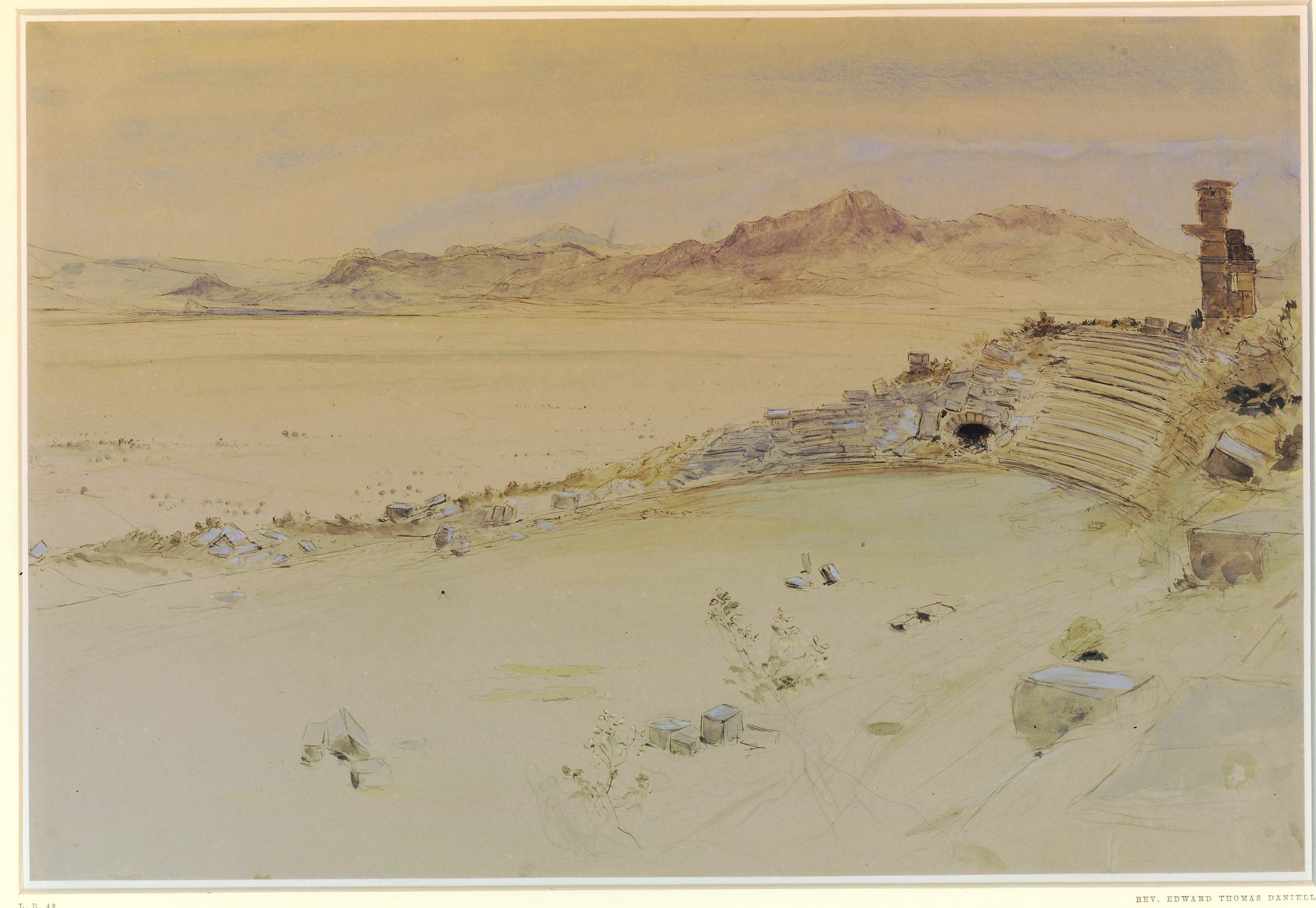
ملعب سيبيرا (1842) ، المتحف البريطاني

## فهرس
- Beecheno، Frederick R. (1889). E. T. Daniell: a memoir. Privately printed (Limited edition of 50 copies). OCLC:27318993.
- Binyon، Laurence (1899). "Edward Thomas Daniell, Painter and Etcher". The Dome. London. ج. IV ع. 12. OCLC:665160418. مؤرشف من الأصل في 2016-04-13. اطلع عليه بتاريخ 2020-07-17.
- Clifford، Derek Plint (1965). Watercolours of the Norwich School. London: Cory, Adams & Mackay. OCLC:1624701.
- Cundall، Herbert Minton (1920). Holme، Geoffrey (المحرر). The Norwich School. London: Geoffrey Holme Ltd. OCLC:651802612.
- Daniell، Edward Thomas؛ Palgrave، Robert Harry Inglis (1882). Twelve etchings by the Reverend E. T. Daniell with a short notice of his life by R.H. Inglis Palgrave. Great Yarmouth. OCLC:558920940.{{استشهاد بكتاب}}:  صيانة الاستشهاد: مكان بدون ناشر (link)
- Day، Harold (1968). East Anglian Painters. Eastbourne, UK: Eastbourne Fine Art. ج. II. ISBN:978-0-902010-10-9.
- Dickes، William Frederick (1905). The Norwich school of painting: being a full account of the Norwich exhibitions, the lives of the painters, the lists of their respecitve exhibits and descriptions of the pictures. Norwich: Jarrold & Sons Ltd. OCLC:558218061.
- Forbes، Edward (26 نوفمبر 1842). "The Late Rev. E.T. Daniell". The Athenaeum. London ع. 787: 1014–1015. مؤرشف من الأصل في 2020-12-02. اطلع عليه بتاريخ 2018-12-17.
- Forbes، Edward؛ Spratt، Thomas Abel Brimage (1847). Travels in Lycia, Milyas, and the Cibyratis, in company with the Late E. T. Daniell. London: John van Voorst. LCCN:05010095. Volumes 1 and 2
- Geological Society of London (1838). Proceedings of the Geological Society of London, November 1833 to June 1838. London: R. & J.E. Taylor. ج. 2. OCLC:1050830712. مؤرشف من الأصل في 2022-04-07.
- Graves، Algernon (1905). The Royal Academy of Arts; a complete dictionary of contributors and their work from its foundation in 1769 to 1904. London: H. Graves. ج. 2. OCLC:1066795832.
- Graves، Algernon (1895). A dictionary of artists who have exhibited works in the principal London exhibitions from 1760 to 1893. London: H. Graves. OCLC:758406892.
- Hamilton، James (1997). Turner. London: Hodder & Stoughton. ISBN:140006015X. (التسجيل مطلوب)
- Hardie، Martin (1921). The British school of etching, being a lecture delivered to the Print Collectors' Club. London: Print Collectors' Club. ISBN:978-1-164-14764-0.
- Hardie، Martin (1966). Water-colour painting in Britain. London: B.T. Batsford Ltd. ج. 2 The Romantic Period. ISBN:978-0-7134-0717-4. (التسجيل مطلوب)
- Hemingway، Andrew (1979). The Norwich School of Painters 1803–1833. Oxford: Phaidon. ISBN:978-0-7148-2001-9.
- Hemingway، Andrew (2017). "Cultural Philanthropy and the Invention of the Norwich School". Landscape between ideology and the aesthetic: Marxist essays on British art and art theory, 1750–1850. Leiden, Boston: Brill. ISBN:9-789-00426-900-2. مؤرشف من الأصل في 2020-11-14.
- Hill، G.F. (1895). "Inscriptions from Lydia and Pisidia copied by Daniell and Fellows". The Journal of Hellenic Studies. London. ج. 15. اطلع عليه بتاريخ 2018-12-17.
- Hooper، James (1900). Jarrolds' official illustrated guide to Norwich. London: Jarrold. OCLC:1047500582.
- Mackie، Charles (1901). Norfolk Annals: A Chronological Record of Remarkable Events in the Nineteenth Century. Norwich: Norfolk Chronicle. ج. I (1801–1850). OCLC:17339408.
- Moore، Andrew W. (1985). The Norwich School of Artists. Norwich: HMSO/Norwich Museums Service. ISBN:978-0-11-701587-6.
- Oliver، Vere Langford (1909). Caribbeana: being miscellaneous papers relating to the history, genealogy, topography, and antiquities of the British West Indies. London: Mitchell, Hughes and Clarke. ج. I. LCCN:09029898.
- Oliver، Vere Langford (1896). The history of the island of Antigua, one of the Leeward Caribbees in the West Indies, from the first settlement in 1635 to the present time. London: Mitchell and Hughes. ج. II. OCLC:908980133.
- Phillimore، W P W؛ Johnson، Frederic؛ Bloom، J Harvey (1910). "Norfolk Parish Registers: Marriages". Phillimore & Co. London. ج. 2: 105–120. OCLC:504630626.
- Quiller-Couch، Arthur Thomas (1895). Journals and Correspondence of Lady Eastlake. London: John Murray. ج. 1. OCLC:833587661.
- Rajnai، Miklos؛ Stevens، Mary (1976). The Norwich Society of Artists, 1805–1833: a dictionary of contributors and their work. Norwich: Norfolk Museums Service for the Paul Mellon Centre for Studies in British Art. ISBN:978-0-903101-29-5.
- Salaman، Malcolm C. (1914). Holme، Charles (المحرر). The great painter-etchers from Rembrandt to Whistler. London: The Studio Ltd. LCCN:14002883.
- Searle، Geoffrey R. (2015). Etchings of the Norwich School. Norwich: Lasse Press. ISBN:978-0-95687-589-1.
- Severis، Rita C. (2000). Travelling artists in Cyprus, 1700–1960. London; Wappingers' Falls, New York: Philip Wilson Publishers. ISBN:978-0-85-667522-5. (التسجيل مطلوب)
- Sheldon، Julie (2009). The Letters of Elizabeth Rigby, Lady Eastlake (PDF). Liverpool: Liverpool University Press. ISBN:978-1-84631-194-9. مؤرشف من الأصل (PDF) في 2020-11-13.
- Smail، Richard (2004). "Daniell, Edward Thomas". Oxford Dictionary of National Biography. Oxford University Press. OCLC:56568095. مؤرشف من الأصل في 2021-04-15. اطلع عليه بتاريخ 2018-12-17.  (قد يتطلب الاشتراك أو يكون المحتوى متاحًا في المكتبات الموجودة في المملكة المتحدة.)
- Story، Alfred Thomas (1892). "XVII". The Life of John Linnell. London: Bentley and Son. ج. 1. OCLC:833744497.
- Thistlethwaite، Jane (1974). "The etchings of E. T. Daniell". Norfolk Archaeology. Norwich. ج. 36: 1–22. OCLC:1979600.
- Walpole، Josephine (1997). Art and Artists of the Norwich School. Woodbridge, UK: Antique Collectors' Club. ISBN:978-1-85149-261-9.
- White، Joseph Blanco (1845). The life of Joseph Blanco White. London: J. Chapman. ج. III. OCLC:225022207.